# Eligio Vila Vázquez
Eligio Vila Vázquez (Lantaño (Pontevedra), 1 januari 1943) is een Spaans componist en muziekpedagoog.

## Levensloop
Vila Vázquez kreeg zijn eerste muzieklessen van José Laguarta in Lantaño. Later studeerde hij harmonie, contrapunt, compositie en instrumentatie aan het Conservatorio Profesional de Música de Pontevedra en aan conservatoria Conservatorio Superior de Música de Vigo in Vigo, Conservatorio Superior de Música de A Coruña en aan het Real Conservatorio Superior de Música de Madrid in Madrid. Tot zijn leraren behoorden Enrique Saavedra en Ildefonso García Rivas (harmonie en contrapunt), Rogelio Groba (compositie en instrumentatie), Román Alís (muziek voor het theater) en José Luis Angulo (Gregoriaanse muziek) in de "Abadía de Santo Domingo de Silos (Burgos)".
Hij is directeur van de "Academia Municipal de Música de Vilagarcía de Arousa".  
Zijn compositorische werken worden uitgevoerd in Spanje, Portugal en Venezuela.

## Composities

### Werken voor orkest
- 1993 Variaciones (Variaties), voor orkest, op. 1
- 1995 Secuencias "Nocturno"
- 1999 Sinfonietta
- Cantos y ritmos salvajes
- Concierto, voor trompet en orkest
- Sinfonía Africana “Pangeia”, voor gemengd koor en orkest - tekst: Carlos Sánches (gecomponeerd ter gelegenheid van de herdenking van de 25ste verjaardag van de onafhankelijkheid van Angola)

### Werken voor banda (harmonieorkest)
- Ramonita, paso-doble
- Rapsodia Arousá[1]

### Kamermuziek
- 2001 Preludio y fuga, voor strijkkwartet

### Werken voor piano
- Rodó brillante, voor piano, op. 6

## Media
1. ↑  Rapsodia Arousá door de "Banda de Música Xuvenil de Barro" - verplicht werk tijdens "II Certame Galego de Bandas de Música Populares" in Santiago de Compostela in november 2008 - Sección Primeira. Gearchiveerd op 28 juni 2023.

- Biblioteca Nacional de España: XX1052039
- Virtual International Authority File: 86647384